# 湖北马可波罗职业篮球俱乐部
湖北马可波罗职业篮球俱乐部于2014年4月28日正式揭牌，其前身是湖北省男子篮球队，是全国男子篮球联赛(NBL)的一支参赛球队。

## 历史
篮球运动在湖北具有广泛的群众基础，湖北男篮以“快、准、灵”技战术风格著称，从第3届到第10届全运会，次次都打进决赛圈，其中1979年拿了一次亚军、还拿过两次第四，1980年获得全国甲级联赛冠军。
1999年，湖北队曾参加CBA联赛，但仅参加了一个赛季就又降入甲B。之后，大批球员外出到其他球队打CBA联赛的湖北队以青年军为主参加NBL，成绩一直不如人意。
2014年，湖北省体育局与投资人广东唯美集团合作成立俱乐部，湖北省正式告别了没有高水平职业篮球俱乐部的历史。目前，俱乐部一线队已经完成组建，主教练为郑永刚、助理教练为代勇、林耀森、赵仁斌。16名一线队球员已全部同俱乐部签订合同，并在中国篮协完成球员注册手续，其中8名球员为湖北籍球员。队伍平均身高1米98，平均年龄为20岁。俱乐部二、三线队伍将依托湖北青年男篮。

## 球队战绩

### 2004年-2009年
| 赛季 | 排名   | 备注 |
| ---- | ------ | ---- |
| 2004 | 小组赛 |      |
| 2005 | 小组赛 |      |
| 2006 | 小组赛 |      |
| 2007 | 小组赛 |      |
| 2008 | 小组赛 |      |
| 2009 | 小组赛 |      |

### 2010年之后
| 赛季 | 组别   | 排名 | 备注 |
| ---- | ------ | ---- | ---- |
| 2010 | B组    |      |      |
| 2011 | 晋级赛 | 10   |      |
| 2012 | B组    | 8    |      |